# Abel

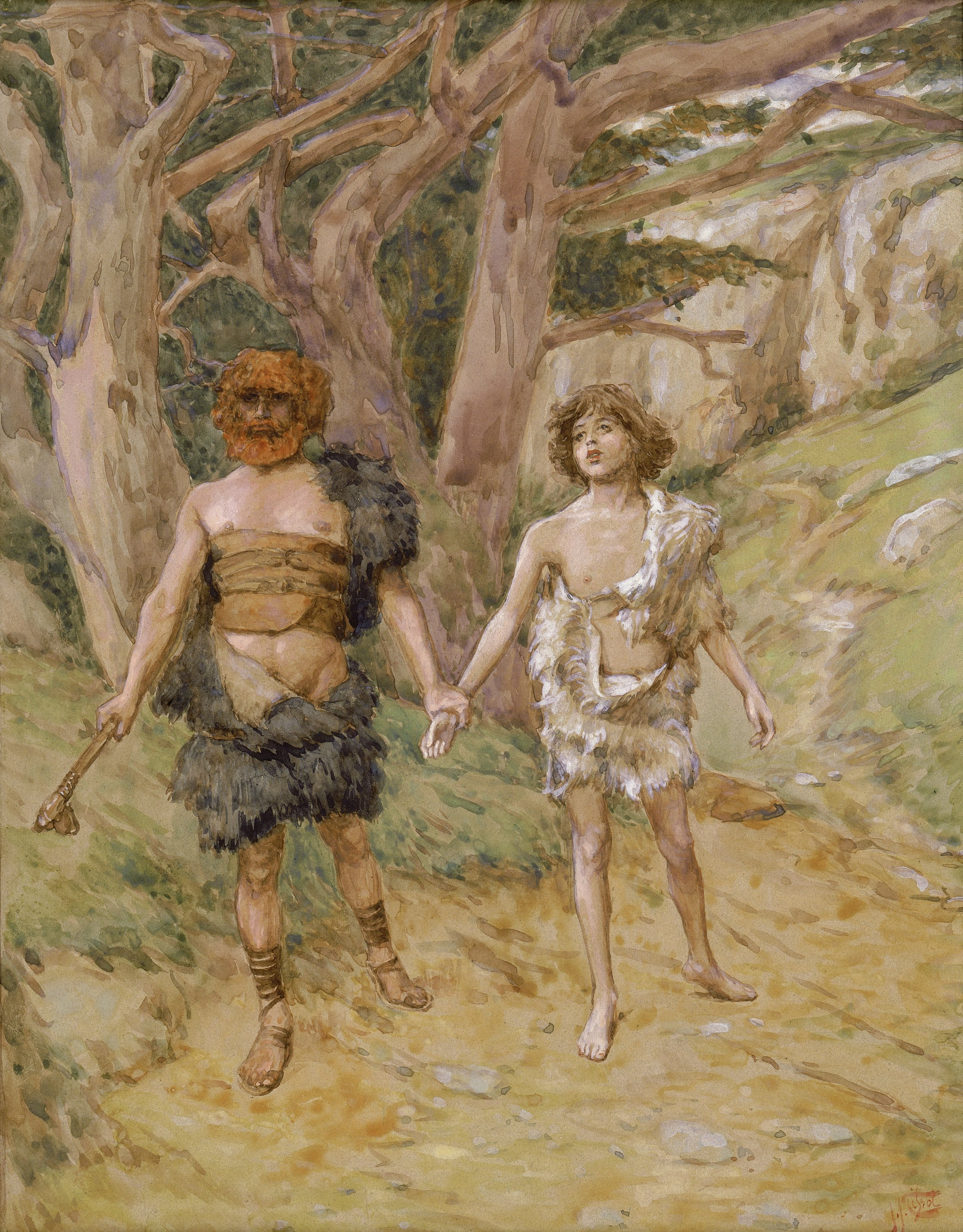
Cain și Abel, pictură de James Tissot

Abel (în ebraică הבל Hevel = „suflare"; în arabă هابيل "Habil") este în Vechiul Testament și în Coran al doilea fiu al lui Adam și al Evei, ucis de fratele său Cain. Abel era cioban, iar Cain era agricultor.
Abel a fost al doilea fiu al primilor oameni de pe pământ, și se ocupa cu păstoritul oilor. Conform Genezei, într-o zi, atât el cât și fratele său Cain, care a fost primul fiu al primilor oameni de pe pământ, au adus o jertfă lui Dumnezeu.
Abel a adus un miel iar Cain, pentru că se ocupa cu agricultura, a jertfit din roadele pământului. Dumnezeu nu a privit cu bunăvoință la jertfa lui Cain, nu datorită jertfei în sine, ci datorită caracterului acestuia și astfel Cain, orbit de invidie, l-a ucis pe Abel.
Aceasta este prima crimă relatată în Vechiul Testament.
După unii autori, explicațiile pot fi regăsite în contradicția dintre agricultură și nomadism.